# Spieleteppich
Der sogenannte Spieleteppich ist eine Anfang des 15. Jahrhunderts in Heidelberg gefertigte Bildwirkerei, die seit 1857 im Besitz des Germanischen Nationalmuseum in Nürnberg ist. Das großformatige Meisterwerk der spätmittelalterlichen Textilkunst, in dem Leinen-, Woll- und vergoldete Silberfäden verarbeitet wurden, zeugt von der prachtvollen Ausgestaltung früherer Repräsentationsräume. Es thematisiert erotische Motive der Minnedichtung.
Ein Wappen an der rechten oberen Kante lässt darauf schließen, dass die Tapisserie vermutlich im Auftrag des Bürgers Hans Diel aus Speyer gewirkt wurde. Aufgrund ihrer Empfindlichkeit blieb sie über 30 Jahre unter Verschluss. Nach einer umfangreichen Restaurierung ist sie seit Mai 2008 wieder zu sehen.

## Weblink
- Der Spieleteppich auf gnm.de (Memento vom 25. Dezember 2010 im Internet Archive)